# Singer-Haus

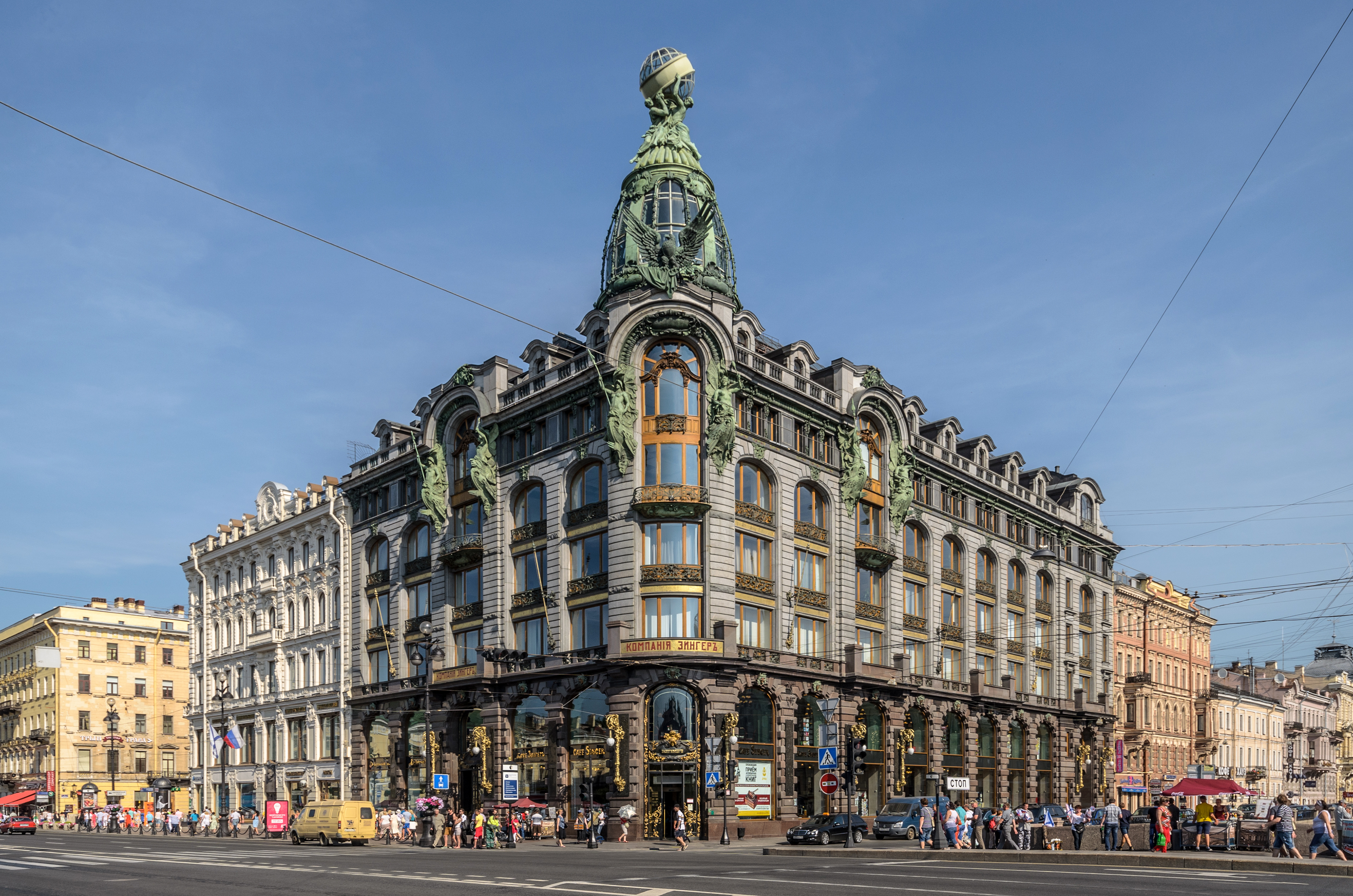
Singer-Haus, Gesamtansicht

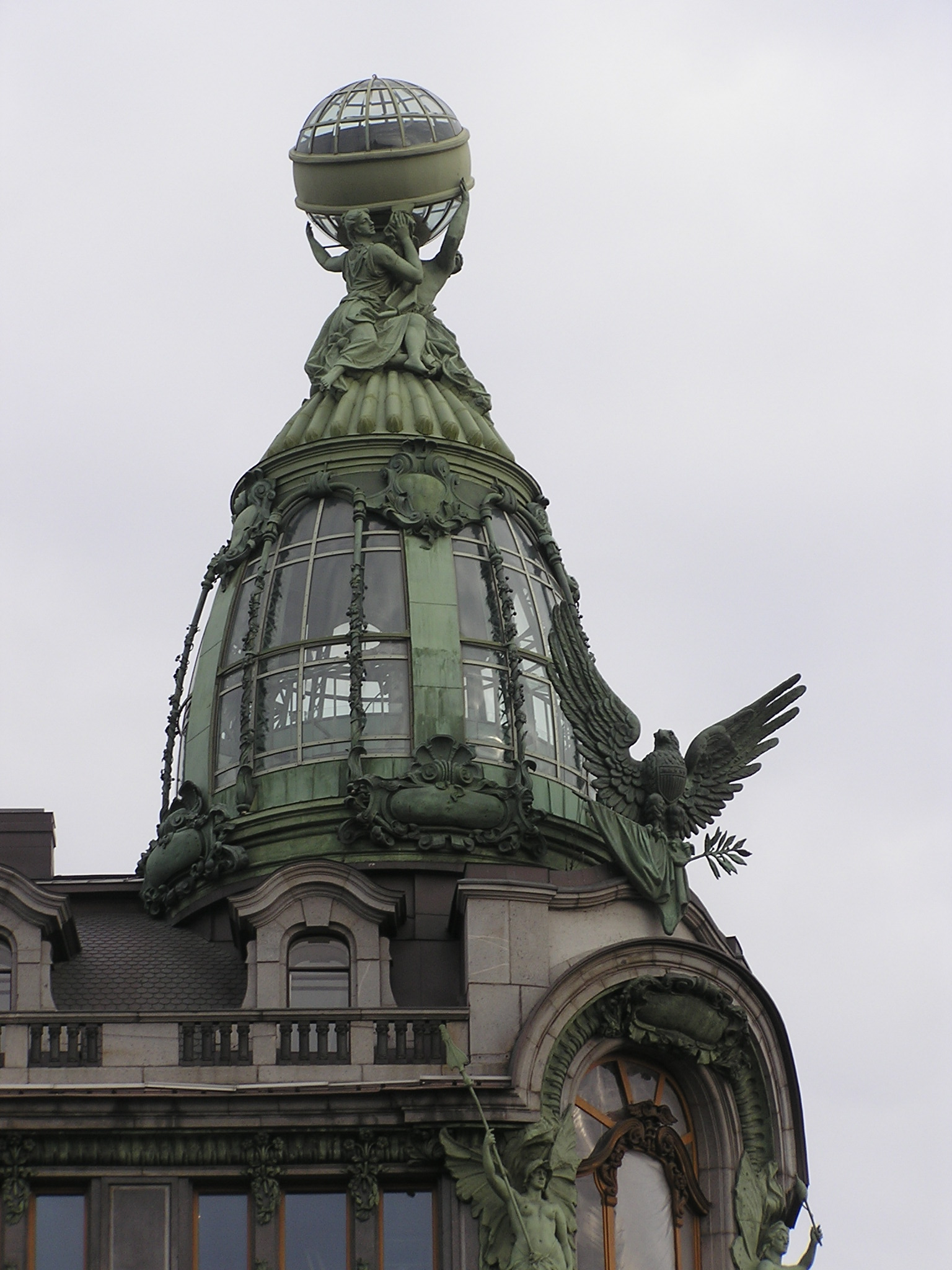
Dachkuppel mit Globus

Das Singer-Haus oder auch Haus des Buches (russisch Дом компании «Зингер», Дом книги) ist ein Jugendstilbau aus dem Jahr 1904 in Sankt Petersburg (Russland). Das siebengeschossige Haus steht an der Nordseite des Newski-Prospekts (Hausnummer 28/21) unmittelbar links von der Kasaner Brücke über den Gribojedow-Kanal. Seine zwei unteren Etagen beherbergen seit den 1920er-Jahren die größte Buchhandlung der Stadt.

## Geschichte und Nutzung
Das erste Haus auf diesem Grundstück, ein frühklassizistisches Wohn- und Geschäftsgebäude, entstand in den 1770er-Jahren und erfuhr im Laufe des 19. Jahrhunderts mehrere Umbauten. Anfang des 20. Jahrhunderts wurde das Haus abgetragen, um an dessen Stelle im Auftrag des US-amerikanischen Nähmaschinenherstellers The Singer Company (dessen Produkte schon im Russischen Reich gefragt waren) ein Gebäude der ständigen Firmenvertretung in der damaligen russischen Hauptstadt errichten zu lassen. Mit der Ausführung beauftragte man den renommierten Petersburger Jugendstilbaumeister Pawel Sjusor. Nach dessen Entwurf wurde das Firmengebäude in den Jahren 1902 bis 1904 realisiert.
Bis einige Zeit nach der Oktoberrevolution residierten im Singer-Haus neben der Firma Singer eine Privatbank, mehrere Kontore und zeitweise auch das US-amerikanische Konsulat. 1922 musste Singer das inzwischen verstaatlichte Gebäude räumen. Seitdem diente das Haus jahrzehntelang unter anderem als Sitz diverser Buchverlage. Parallel dazu wurde im Erdgeschoss eine Buchhandlung weiterbetrieben, die im Dezember 1919 dorthin gezogen war. Später wurde dieser Buchladen als Haus des Buches bekannt und erlangte als der größte seiner Art in Leningrad Popularität. In den 2000er-Jahren wurde das gesamte Gebäude sowohl von außen als auch von innen komplett renoviert. An Stelle der früheren Buchverlage siedelten sich diverse Firmen an (u. a. Vk.com). Die erneuerte Buchhandlung, räumlich wie auch sortimentsmäßig erweitert, öffnete im November 2006 wieder ihre Pforten. Im ersten Obergeschoss befindet sich das „Café Singer“.

## Baubeschreibung
Ursprünglich beabsichtigte die Firma Singer für ihren Sitz am Gribojedow-Kanal den Bau eines achtgeschossigen Hochhauses nach dem Vorbild der New Yorker Wolkenkratzer-Architektur jener Zeit (siehe z. B. das Singer Building, das New Yorker Hauptquartier der Firma), was Anfang des 20. Jahrhunderts für ganz Russland ein absolutes Novum gewesen wäre. Da es jedoch in Sankt Petersburg schon damals verboten war, Häuser zu bauen, deren Höhe die Breite der Straße in ihrem Bereich überstieg, gab man ein siebenstöckiges Gebäude in Auftrag, das gleichwohl inmitten der vorwiegend klassizistischen Bebauung dieses Teils der Petersburger Innenstadt sehr originell wirkte und bis heute wirkt.
Neben etlichen Elementen des in Russland jener Zeit sehr modisch gewesenen Jugendstils verlieh Sjusor dem Haus einen deutlichen Hauch traditioneller nordamerikanischer Architektur. Letztere kommt unter anderem durch einige der für jene Zeit innovatorischen Lösungen in der Fassadengestaltung zum Ausdruck – wie beispielsweise durch Stahlkonstruktionen, deren Verwendung es ermöglichte, Fenstereinfassungen gegenüber herkömmlichen Gebäuden zu vergrößern und der Fassade damit ein relativ „gläsernes“ Aussehen zu geben. Die architektonische Krönung des Bauwerks stellt jedoch die auffällige Dachkonstruktion direkt über der Fassadenecke dar. Diese Konstruktion besteht aus einem dekorativen kuppelähnlichen Türmchen aus Stahl und Glas, das obendrauf von einer Skulpturenkomposition mit einem wiederum gläsernen Globus von 280 Zentimeter Durchmesser abgeschlossen wird. Die gesamte Dachkomposition wurde von innen beleuchtet und weist bei äußerlicher Betrachtung die Form einer Krone auf. Die Skulpturen entlang der Fassade in Höhe des fünften und des sechsten Stockwerks stellten ursprünglich – wie auch die Dachkomposition – eine Art Außenwerbung des Nähmaschinenherstellers dar, indem ihre Motive den technischen Fortschritt, die Textilindustrie und die Seeschifffahrt zum Thema haben. Als Autor dieser Skulpturen fungierte der estnische Bildhauer Amandus Adamson. Nicht weniger originell gestaltete man auch die Interieurs des Gebäudes, die mit Atrien, Aufzügen und originellen Paradetreppen sowohl in vielerlei Hinsicht technische Neuerungen boten als auch ebenfalls für ein ausgeprägtes Beispiel des frühen Jugendstils stehen.